# Heritage Creek (Kentucky)
Heritage Creek es una ciudad ubicada en el condado de Jefferson en el estado estadounidense de Kentucky. En el Censo de 2010 tenía una población de 1076 habitantes y una densidad poblacional de 927,33 personas por km².

## Geografía
Heritage Creek se encuentra ubicada en las coordenadas 38°5′38″N 85°36′41″O / 38.09389, -85.61139. Según la Oficina del Censo de los Estados Unidos, Heritage Creek tiene una superficie total de 1.16 km², de la cual 1.16 km² corresponden a tierra firme y (0%) 0 km² es agua.

## Demografía
Según el censo de 2010, había 1076 personas residiendo en Heritage Creek. La densidad de población era de 927,33 hab./km². De los 1076 habitantes, Heritage Creek estaba compuesto por el 94.33% blancos, el 2.51% eran afroamericanos, el 0.09% eran amerindios, el 0.65% eran asiáticos, el 0.09% eran isleños del Pacífico, el 0.74% eran de otras razas y el 1.58% pertenecían a dos o más razas. Del total de la población el 1.49% eran hispanos o latinos de cualquier raza.